# Gastão de Orléans, Conde d'Eu
Gastão de Orléans, Conde d'Eu (em francês: Louis Philippe Marie Ferdinand Gaston d'Orléans; Neuilly-sur-Seine, 28 de abril de 1842 — Oceano Atlântico, 28 de agosto de 1922), foi um príncipe e militar francês, casado com a herdeira do trono brasileiro, a Princesa Isabel. Era o filho mais velho do príncipe Luís de Orléans, Duque de Némours e da princesa Vitória de Saxe-Coburgo-Koháry, e portanto, membro da Casa de Orléans, como neto do rei Luís Filipe I da França. Foi capitão de cavalaria na Guerra Hispano-Marroquina e comandante-chefe do exército imperial durante a Guerra do Paraguai.
Com a queda da Monarquia de Julho, sua família foi banida da França e passou a viver no Palácio de Claremont, perto de Londres, cedido pela Rainha Vitória, prima de sua mãe. O Conde d’Eu estudou na Espanha, onde frequentou a Academia Militar de Segóvia. Participou da guerra contra os mouros de Marrocos, ganhando o posto de capitão de cavalaria e algumas medalhas.
Casou-se, em 1864, com a herdeira do trono brasileiro, a Princesa Isabel, com quem teve quatro filhos: Luiza Vitória, Pedro de Alcântara, Luiz e Antonio. Foi promovido a comandante geral de artilharia e presidente da comissão de melhoramentos do Exército, quando deu início à Guerra do Paraguai. Em 1869 foi nomeado para substituir o Duque de Caxias, na condição de comandante-chefe dos Exércitos Aliados – Brasil, Argentina e Uruguai. Com o fim do conflito, em 1870, o Conde d’Eu decretou, com a permissão do Imperador, o fim da escravidão no Paraguai.

## Infância e juventude

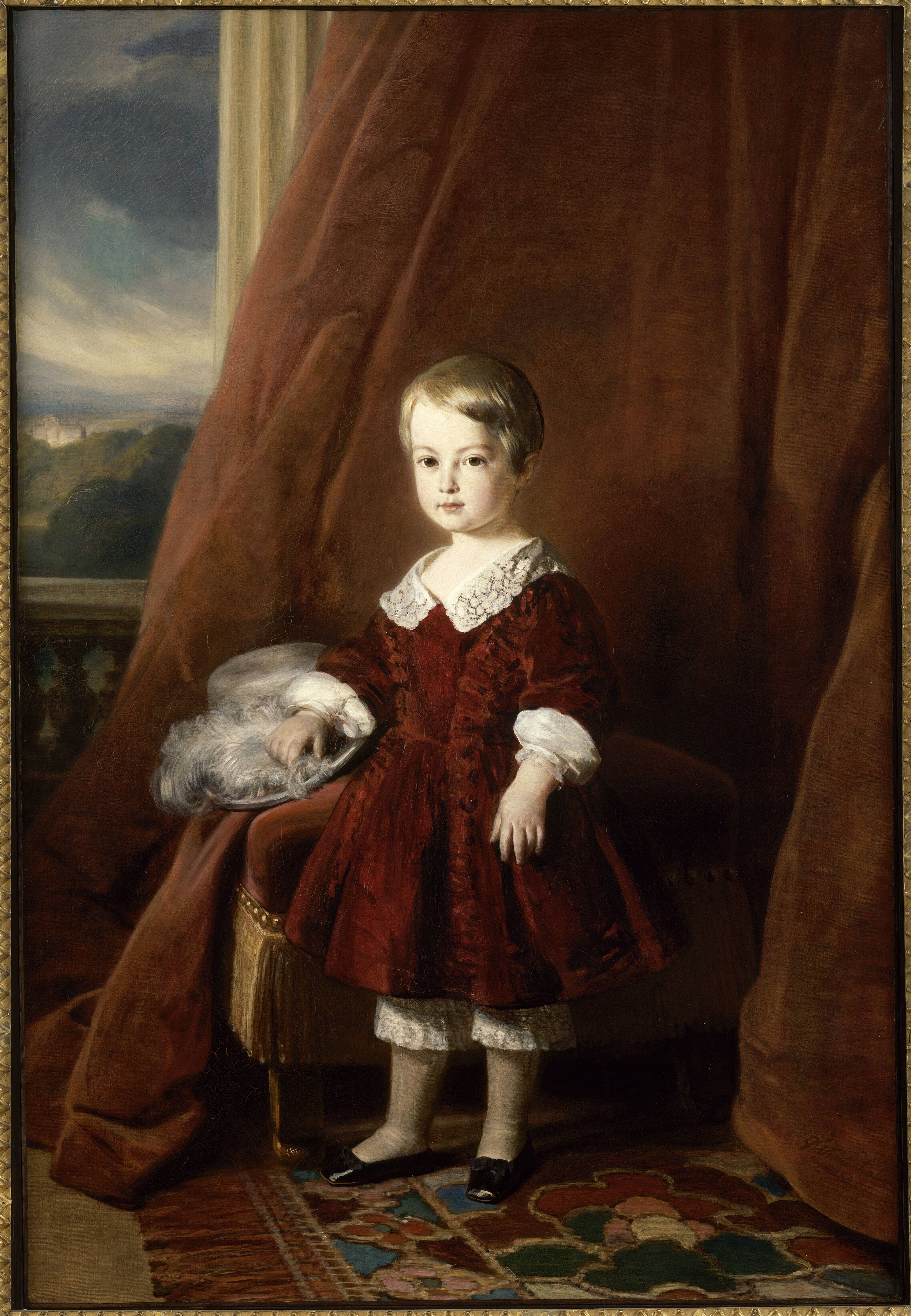
Conde d'Eu, em 1847 aos cinco anos, por Franz Xaver Winterhalter

Luís Filipe Maria Fernando Gastão nasceu em 28 de abril de 1842, no Castelo de Neuilly, Neuilly, França, sendo filho do príncipe Luís de Orléans, Duque de Némours, e da princesa Vitória de Saxe-Coburgo-Koháry. Seus avós paternos eram o rei Luís Filipe I de França, e a princesa Maria Amélia de Nápoles e Sicília, e seus avós maternos eram o príncipe Fernando de Saxe-Coburgo-Gota e a princesa Maria Antônia de Koháry. Como membro da Casa Real da França, Gastão fazia parte da Casa de Orléans, ramo cadete dos Bourbon que por sua vez descendia da dinastia capetiana. Príncipe francês de nascimento, recebeu o título de Conde d'Eu. O príncipe recebeu uma educação refinada graças aos seus mestres Júlio Gauthier e o historiador Auguste Trognon, vindo a aprender diversas línguas, como o latim, inglês, alemão, português e o francês, esta como língua materna.
O seu avô foi destronado graças à Revolução de 1848, e com apenas cinco anos de idade, Gastão partiu para o exílio na Grã-Bretanha, vindo a retornar a sua terra natal somente em 1878. Sua família logo se estabeleceu num antigo casarão chamado Claremont House, na região sul da Inglaterra, onde viveriam por vários anos. Aos treze anos de idade, em 1855, iniciou a sua carreira militar seguindo o curso de artilharia, o qual concluiria na Escola Militar de Segóvia, Espanha, onde obteve a patente de capitão. A razão pela qual se mudou para a Espanha foi a orientação de seu tio, o príncipe Antônio de Orléans, Duque de Montpensier, que lá vivia após ter-se casado com a infanta Luísa Fernanda da Espanha, irmã da rainha Dona Isabel II da Espanha. Em 1857, perdeu precocemente a mãe, a princesa Vitória de Saxe-Coburgo-Koháry, pertencente à Casa de Saxe-Coburgo-Koháry, um ramo católico da Casa de Saxe-Coburgo-Gota, prima direta da rainha Vitória do Reino Unido e de seu marido, o príncipe consorte Alberto de Saxe-Coburgo-Gota, e irmã de D. Fernando II, Rei consorte de Portugal, casado com a rainha D. Maria II, irmã mais velha do imperador brasileiro Dom Pedro II.
Pela família paterna de sua mãe, Gastão era sobrinho da rainha Vitória do Reino Unido e de seu marido, o príncipe consorte Alberto de Saxe-Coburgo-Gota, visto que a mãe da rainha e o pai do príncipe consorte (a duquesa Vitória de Saxe-Coburgo-Saalfeld e Ernesto I, Duque de Saxe-Coburgo-Gota), era irmãos do avô materno de Gastão (o príncipe Fernando de Saxe-Coburgo-Gota). Isso fez de Gastão um primo em segundo grau do rei Eduardo VII do Reino Unido e da imperatriz consorte da Alemanha e rainha da Prússia, Vitória Alexandra (ambos filhos da rainha Vitória). Além de sobrinho do rei Leopoldo II da Bélgica.

## Vida adulta

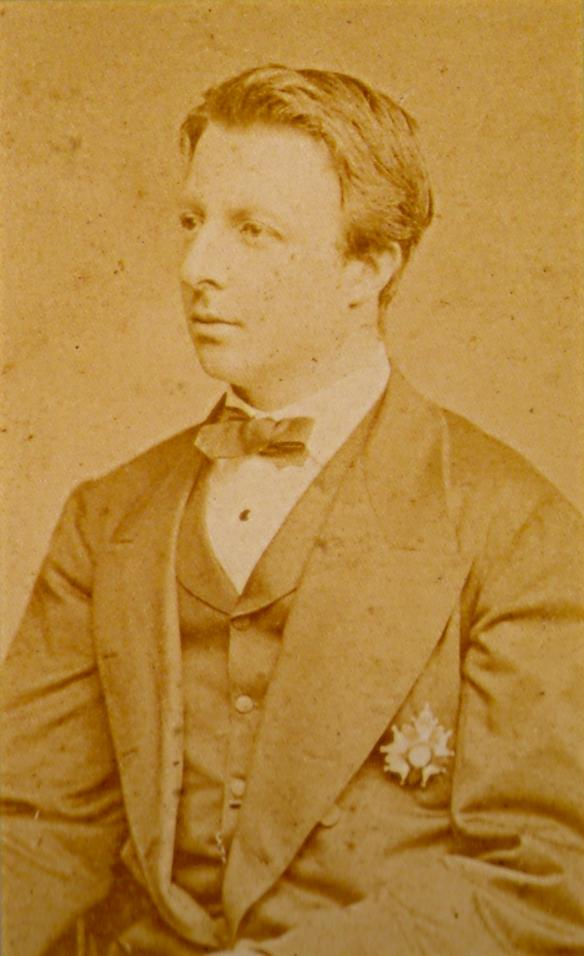
Gastão de Orléans, Conde d'Eu, aos vinte e três anos de idade. Fotografia de Alberto Henschel, 1865

Após longos anos sofrendo problemas na fronteira com o Marrocos, devido longos anos de Invasões Bárbaras mal-sucedidas, a Espanha decidiu declarar guerra ao país vizinho em 1859. O jovem Gastão foi enviado como oficial subalterno para participar do conflito ao lado das forças espanholas, que consistiam em cerca de 45 mil soldados, contra as tropas marroquinas, que por sua vez possuíam mais de 14 mil homens. O conde d'Eu participou das batalhas e após o término da Guerra do Marrocos, em 1860, retornou à Espanha com renome militar. Anos depois, foi contatado pelo tio, D. Fernando II de Portugal, que o incentivou a averiguar a possibilidade de casamento com uma das duas filhas do imperador D. Pedro II do Brasil. Aceitou a proposta, contanto que pudesse conhecê-las antes de tomar qualquer decisão. A irmã de D. Pedro II, D. Francisca de Bragança, Princesa de Joinville, casada com Francisco de Orléans, Príncipe de Joinville e, portanto, tio de Gastão, assim o descreveu em carta ao Imperador brasileiro: 
"Se pudesse agarrar este para uma das tuas filhas, seria excelente. Ele é robusto, alto, boa figura, boa índole, muito amável, muito instruído, estudioso, e, além do mais, possui desde agora uma pequena fama militar".

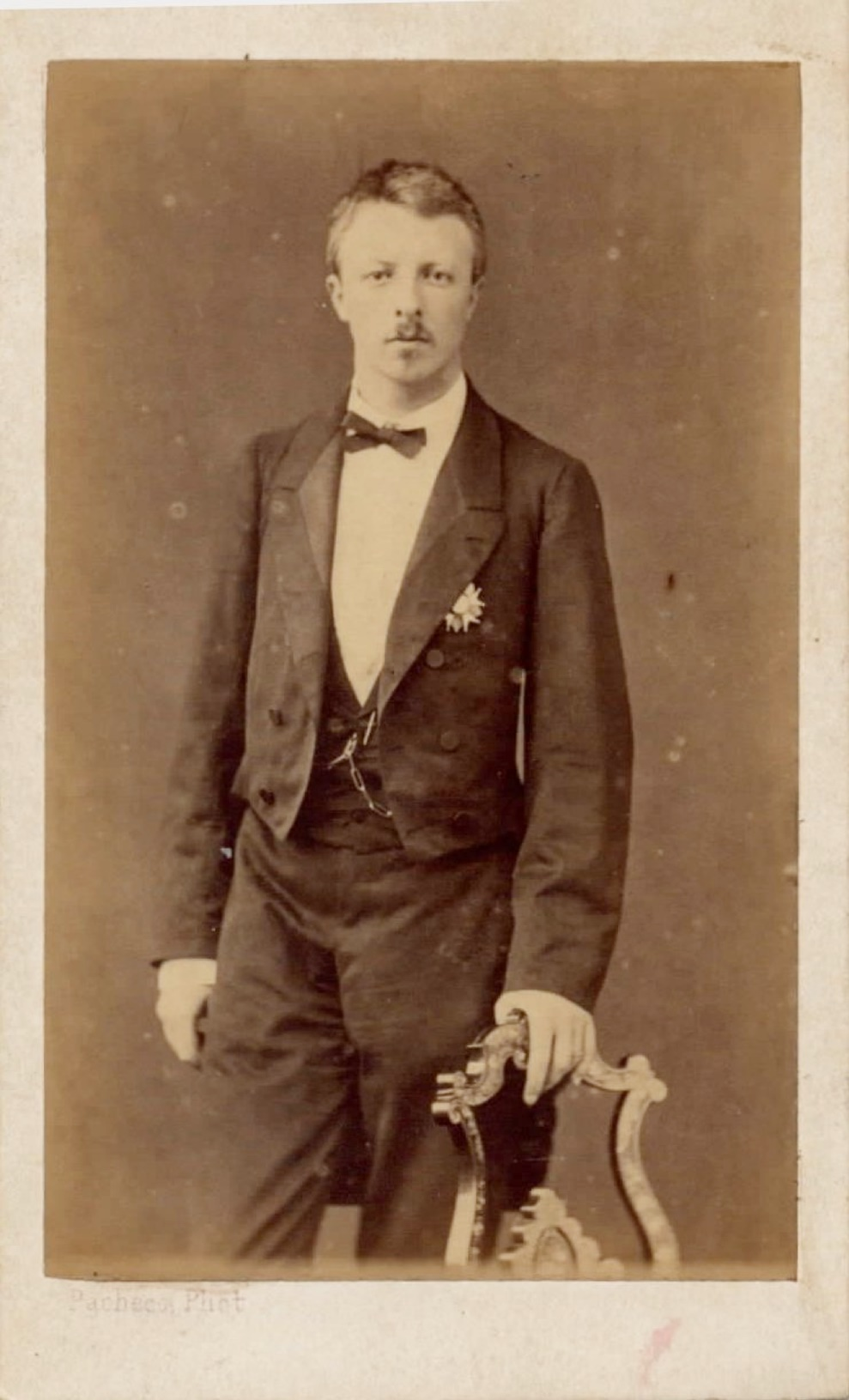
Retrato de Gastão d'Orléans, Conde d'Eu por Joaquim Insley.

Desembarcou no Rio de Janeiro em 2 de setembro de 1864 na companhia do primo, o príncipe Luís Augusto de Saxe-Coburgo-Gota, Duque de Saxe. Logo em seguida os dois primos se dirigiram ao Palácio de São Cristóvão para conhecer a família imperial do Brasil. No entanto, Gastão não se entusiasmou em relação às duas princesas, pois as considerou "feias". De início, o jovem conde d'Eu estava prometido a princesa D. Leopoldina e seu primo a princesa imperial D. Isabel, mas após tê-los conhecido melhor, o imperador D. Pedro II resolveu inverter os pares. Gastão foi agraciado com a grã-cruz da Imperial Ordem do Cruzeiro pouco tempo após chegar ao Brasil e foi, dias depois, proposto como presidente honorário do Instituto Histórico e Geográfico Brasileiro. O casamento com a princesa herdeira do trono ocorreu em 15 de outubro de 1864. Décadas mais tarde, em 1892, Alfredo d'Escragnolle Taunay, Visconde de Taunay, relembraria a sua opinião a respeito dos dois primos, relatando que o duque de Saxe: 
"só mostrava gosto e vocação para passar a vida folgada e divertida, muito amante de caçadas, apreciador acérrimo da Europa e dos muitos gozos que lá se podem desfrutar à farta, ao passo que o conde d'Eu, com todos os defeitos que lhe possam apontar, estremecia viva e sinceramente o Brasil e, acredito bem, ainda hoje o ame com intensidade e desinteresse".

## A Guerra do Paraguai

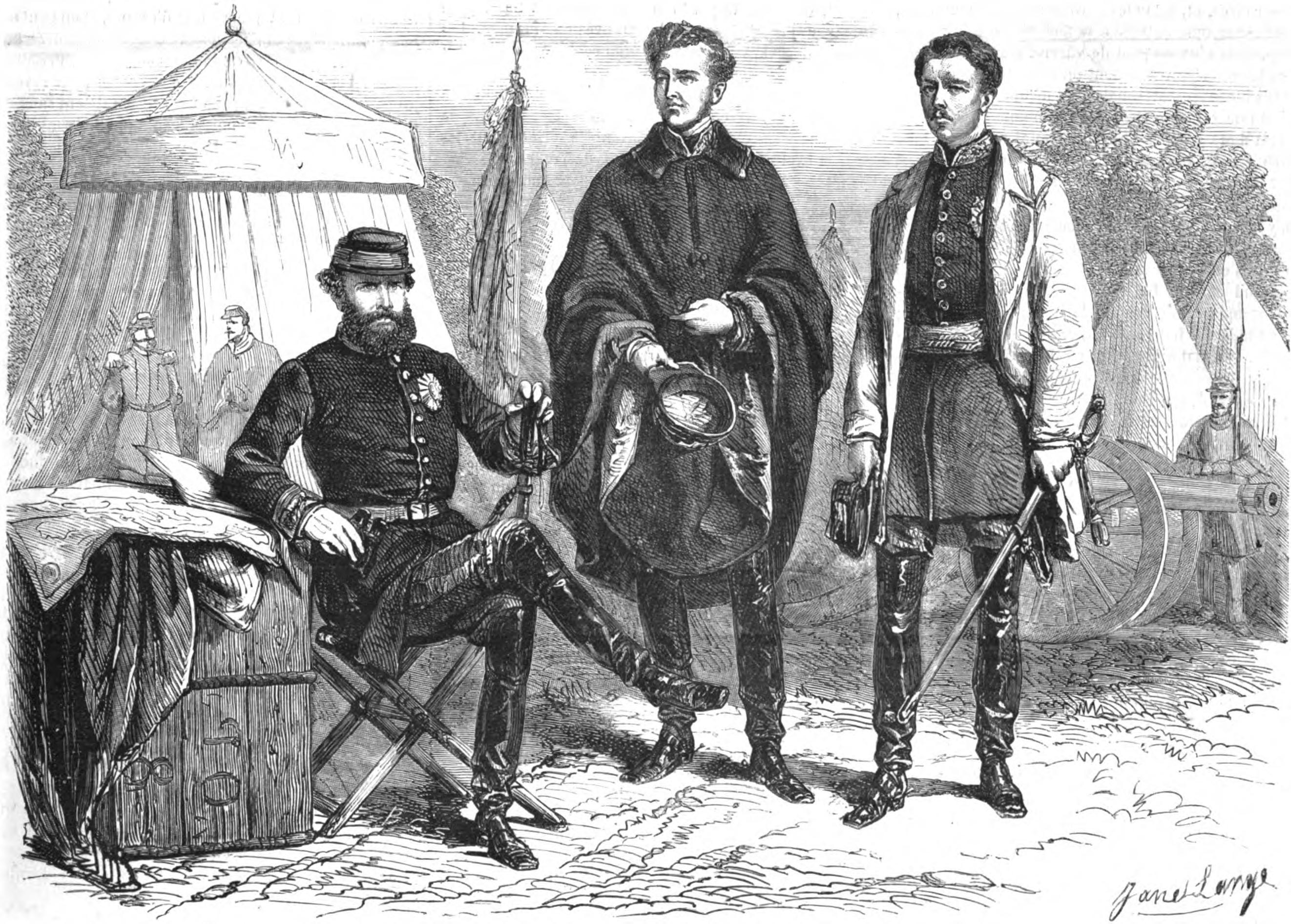
O imperador D. Pedro II com os seus dois genros, o Duque de Saxe e o Conde D'Eu, em Alegrete, durante a Guerra do Paraguai.

O conde d'Eu e D. Isabel, princesa imperial do Brasil, estavam viajando pela Europa em lua-de-mel, quando forças paraguaias invadiram as províncias brasileiras de Mato Grosso e Rio Grande do Sul. D. Pedro II enviou uma carta ao casal em 1865 exigindo a presença de Gastão no Brasil e que se deslocasse para a cidade de Uruguaiana, no sul do país, para lá se encontrar com o imperador, o duque de Saxe e o exército brasileiro. Uruguaiana havia sido conquistada pelo exército paraguaio e as tropas brasileiras, além das aliadas argentinas e uruguaias, haviam criado um cerco à cidade, esperando ou a rendição ou a derrota em batalha da força inimiga. Deste momento, o visconde de Taunay em suas memórias, escreveria que enquanto Gastão: 
"patenteava, em todas as ocasiões, grande interesse pelas coisas do Brasil, observando, perguntando, tudo visitando e tratando de colher minuciosas e exatas informações, o outro Luís Augusto, duque de Saxe não mostrava se não desapego e indiferença". 
Foi nomeado comandante geral da artilharia e presidente da Comissão de Melhoramentos do Exército em 19 de novembro de 1865.
Por duas vezes, ao longo do conflito, Gastão enviou uma solicitação por carta a D. Pedro II para que o autorizasse a combater no Paraguai, mas em ambas as ocasiões, para sua grande decepção, o conselho de Estado votou contra os desejos do conde de ir para a guerra. A razão para a primeira recusa era evitar que a presença do príncipe no conflito pudesse vir a significar no exterior um desejo de conquistar territórios alheios e, para a segunda, era não ser aceitável que o esposo da herdeira do trono estivesse subordinado a um militar argentino – neste caso, Bartolomé Mitre, Presidente da Argentina, nomeado comandante e chefe das forças aliadas de acordo com o tratado da Tríplice Aliança. Entretanto, por ser um oficial de alto escalão com suficiente prestígio e notória capacidade, foi convocado para liderar como comandante-em-chefe os exércitos aliados em 1869, após o marquês de Caxias ter-se demitido da função. O conde não possuía mais vontade alguma de partir para o teatro de operações, não por covardia, mas por achar indigno e desnecessário continuar a guerra somente para caçar Francisco Solano López, o ditador paraguaio, opinião essa compartilhada por boa parte dos brasileiros. Mesmo assim, a nomeação do conde, à altura com apenas 27 anos de idade, em 22 de março de 1869 como novo comandante-em-chefe reanimou a opinião pública brasileira. Quando chegou ao Paraguai, reorganizou o exército brasileiro e demitiu oficiais acusados de saques no território inimigo.

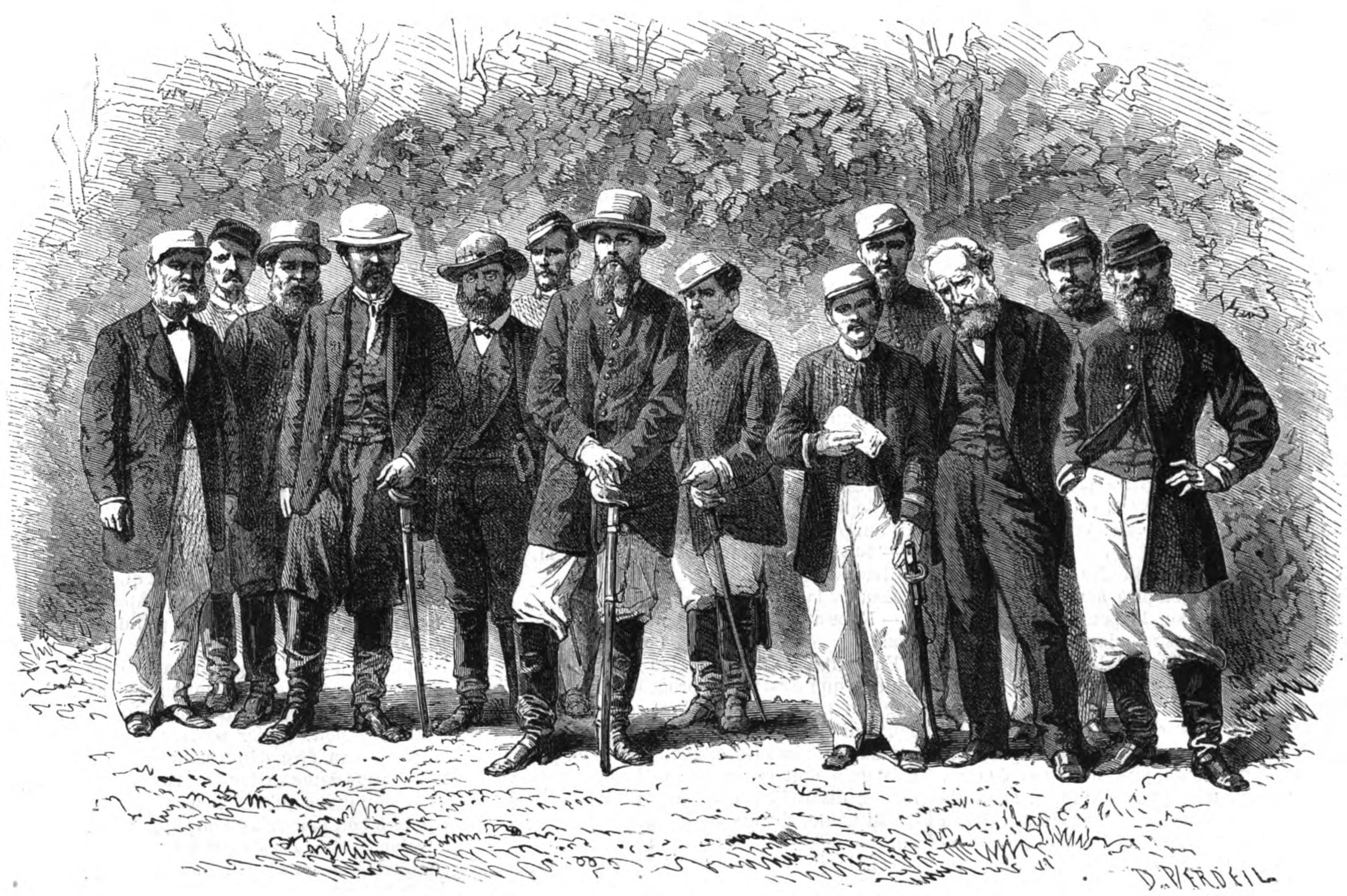
O Conde d'Eu e seu estado-maior na Vila do Rosário (Paraguai), em 13 de janeiro de 1870.

O conde d'Eu decidiu utilizar táticas diversificadas para ludibriar o exército paraguaio quanto a como e por onde o exército aliado realizaria seus ataques. Na opinião do visconde de Taunay, o conde revelou "grande habilidade estratégica, paciência de experimentado capitão, indiscutível coragem e sangue-frio". Também participou ativamente das batalhas que ocorreram, como em Acosta-Ñu, onde correu grande risco. Foi ideia do príncipe-consorte a de extinguir definitivamente a escravidão no Paraguai, que, segundo Josefina Plá em Hermano Negro: la Esclavitud en el Paraguay, de 1972, possuía cerca de 25 mil escravos, dos quais muitos foram obrigados a lutar na guerra contra a tríplice aliança. Contudo, Gastão sofreu críticas, após descobrir que o general João Manuel Mena Barreto havia falecido (ele morrera ao salvar a vida do conde em um ataque de granada), na batalha que resultou na conquista de Piribebuy, quando ordenou o degolamento do coronel Pablo Caballero, assim como do chefe político da vila, Patrício Marecos. Em setembro, desanimado com a falta de condições materiais do exército brasileiro para prosseguir na perseguição a Solano López, e vendo negado pelo imperador seu pedido de pôr término à guerra,  o conde d'Eu entrou em depressão e praticamente se retirou da condução de exército aliado na guerra, que viria somente a terminar em 1 de março de 1870, com a morte do ditador paraguaio. Ao retornar ao Brasil, em 29 de abril de 1870, Gastão foi recebido como herói e com grande manifestação popular, além de ter sido nomeado conselheiro de Estado em 6 de julho do mesmo ano.

## A família

Princesa Isabel e o Conde d'Eu 1919.

Apesar da decepção inicial em relação à beleza da esposa, Gastão viria a se apaixonar e amá-la até os últimos dias de vida, sentimento este correspondido por D. Isabel. Não sendo à toa que o relacionamento de ambos era pautado numa cumplicidade ainda incomum a época, como percebeu o médico particular do casal, Depaul, quando do nascimento do primeiro varão:

"Eu nunca vi um casal mais apaixonado e mais unido, eles se amam como se fossem bons burgueses. Ansioso, agitado, com suor frio na testa, o conde ia de um lado para o outro no cômodo contíguo ao quarto da esposa. Entrava a todo instante para lhe beijar a mão e recomendar que tivesse coragem, o que era desnecessário".

O nascimento de D. Pedro de Alcântara em 15 de outubro de 1875 seria motivo de muita felicidade para o casal, que, depois de mais de dez anos de casamento, ainda não havia logrado conceber filhos. Serviu também para amenizar a dor pela perda da filha, D. Luísa Vitória, que falecera após complicações em seu parto em 28 de julho de 1874 e que Gastão viria a lamentar depois:
"Nossa filhinha nasceu na hora certa, perfeitamente desenvolvida, com uma grande quantidade de cabelos louros e cacheados, extraordinariamente compridos e densos".

O conde d'Eu sempre agia com extrema paciência, amabilidade e determinação quanto a apoiar a esposa na profunda depressão que esta sofreu na gravidez do filho, pois possuía um verdadeiro pavor de perder outra criança. Ainda assim, apesar de um defeito no braço esquerdo, o bebê era bastante saudável e os pais o chamavam carinhosamente, mesmo ao tornar-se adolescente, de "Baby". Em 26 de janeiro de 1878, nasceu o segundo varão do casal, que foi chamado de Luís. A felicidade do conde se tornou visível na carta que escreveu ao pai logo após o nascimento do filho:

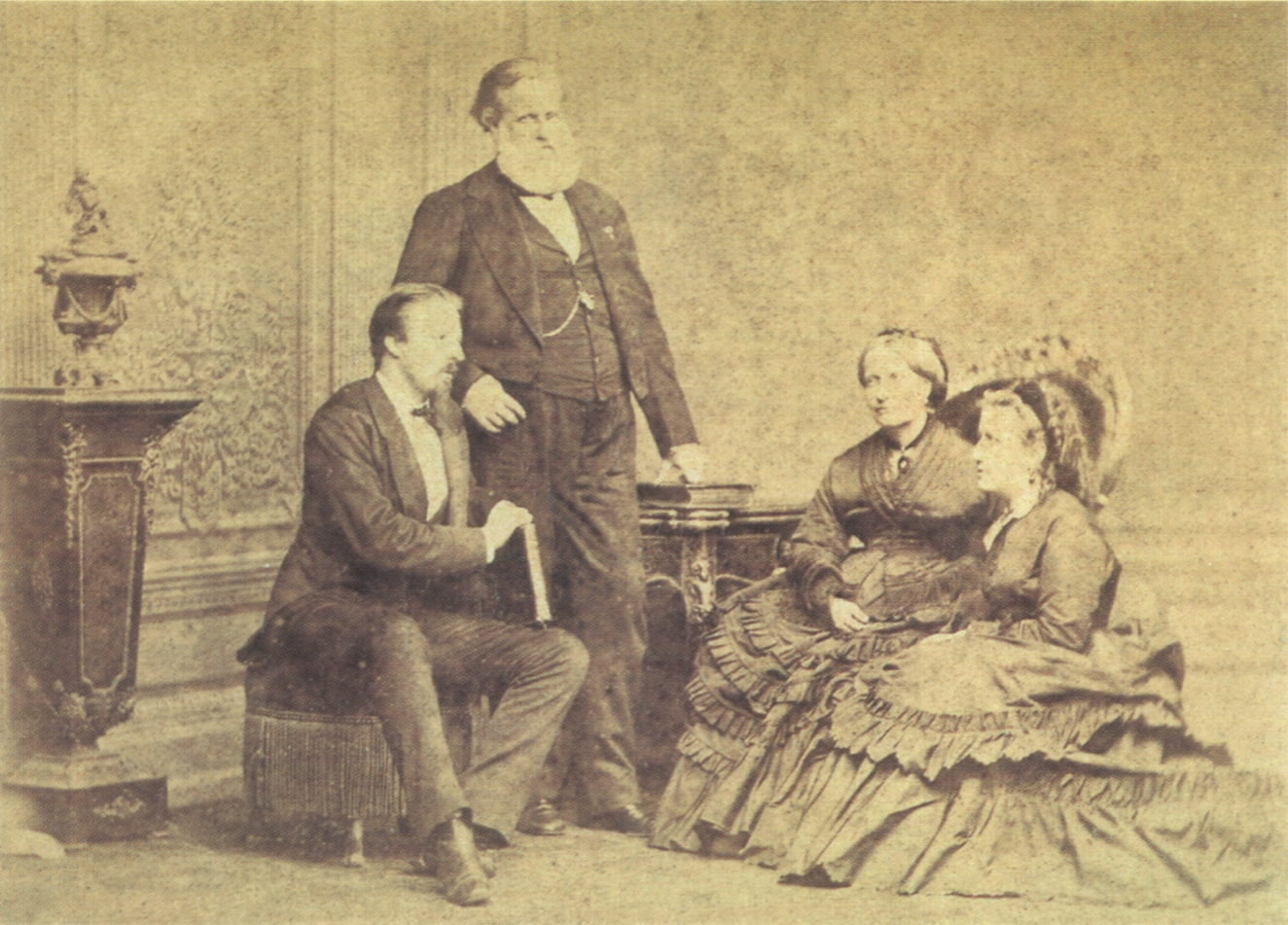
Família imperial – da esquerda para a direita: conde d'Eu, D. Pedro II, Teresa Cristina de Bourbon-Duas Sicílias e D. Isabel Leopoldina.

"[…] e nós ficamos realmente felizes, gratos e alegres. Ter dois filhos sadios depois de tantos contratempos, que me fizeram perder a esperança de paternidade, ultrapassa o que eu me atrevia a esperar".

O quarto e último filho a nascer seria Antônio, que viria a ser apelidado de "Totó" pela família. O parto ocorreu em 9 de agosto de 1881 em Paris, na França, onde o casal viveu por três anos e meio.
O conde d'Eu era muito simples, e buscava imprimir nos filhos essa característica. Evitava eventos pomposos, típicos nas monarquias europeias de então, deixando claro em uma carta a completa aversão ao estilo de vida das nobrezas e realezas da Europa no período em que morou na França:

"Quando penso nessa estada em Paris e no modo estúpido e odioso como preenchemos a maior parte dela com futilidades, isso quase me reconcilia com a ideia de voltar ao Brasil".

Em 1882, Gastão d'Orléans escolheu como preceptor dos filhos Ramiz Galvão, professor da Escola de Medicina do Rio de Janeiro e diretor da Biblioteca Nacional, além de republicano positivista convicto. O que revela no conde d'Eu […] "não só a falta de preconceitos mas também a capacidade de reconhecer o mérito das pessoas, independentemente de suas convicções". Além disso, tanto o conde quanto D. Isabel buscaram dar aos filhos uma […] "educação tida como de grande simplicidade, permitindo às crianças frequentarem a escola do padre Moreira, em Petrópolis, e depois o Colégio Pedro II".

## Atuação como príncipe-consorte

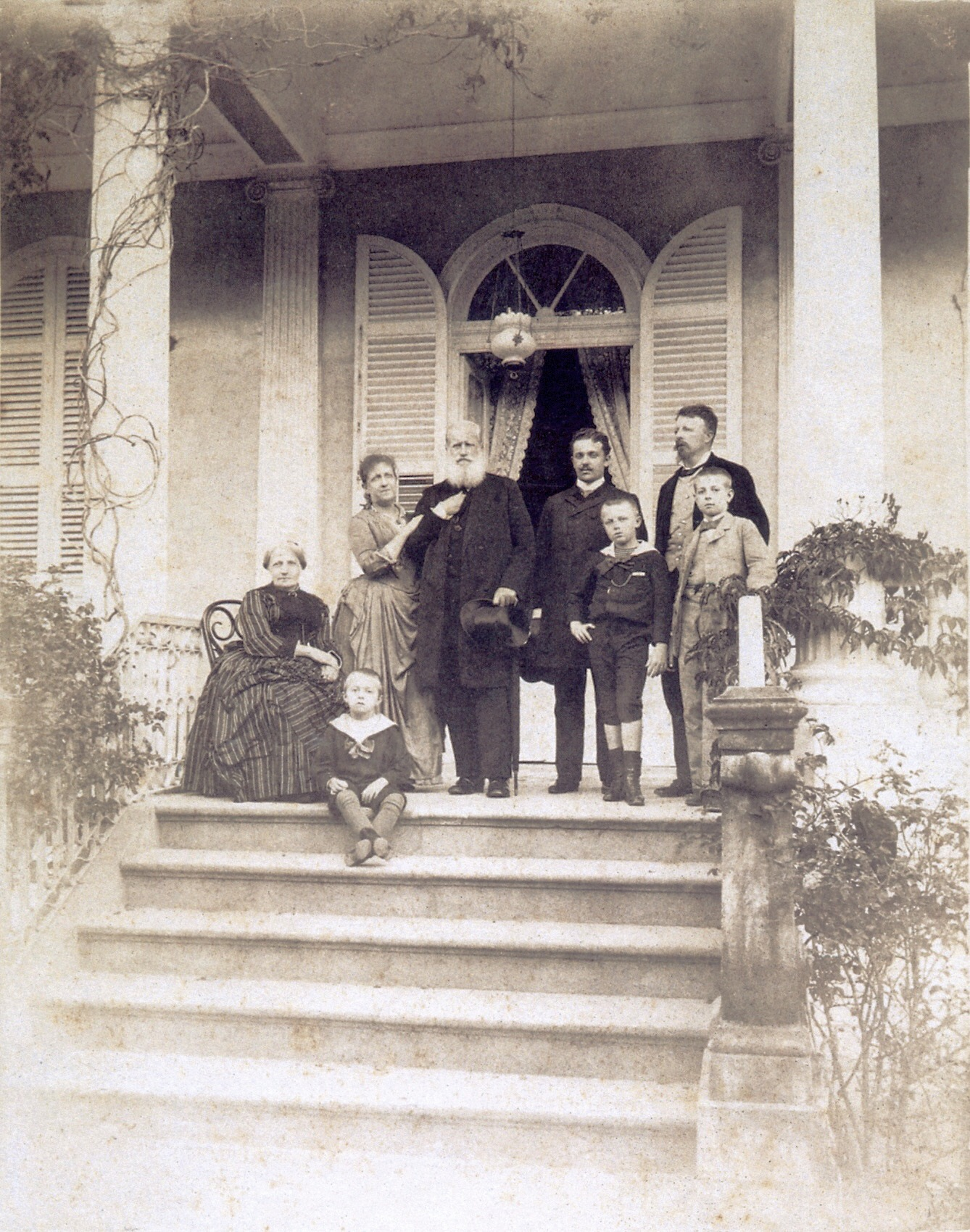
Família imperial fotografada por Otto Hees. Da esquerda para direita, Teresa Cristina de Bourbon-Duas Sicílias, D. Antônio, D. Isabel, D. Pedro II, D. Pedro Augusto de Saxe-Coburgo, Conde d'Eu, e os príncipes Luís e Pedro de Alcântara na Casa da Princesa Isabel e do Conde D'Eu (1888).

Ao casar-se com a princesa Isabel, Gastão buscou participar ativamente do governo brasileiro, realizando comentários e aconselhando quanto ao desenvolvimento do país. A realidade é que a ideia de servir como mera sombra da esposa o desagradava profundamente. No entanto, Dom Pedro II nunca permitiu nem ao conde nem a Dona Isabel que participassem das decisões do governo nem sequer discutia com o casal qualquer assunto relacionado ao Estado. Essa situação criou sérias divergências com o sogro, que chegariam quase a ponto de rompimento se não fosse pela atuação de D. Isabel, que tentou a todo custo amenizar os desentendimentos entre o imperador e seu esposo. Com o tempo, Gastão se acostumou com a ideia de não ter capacidade decisória e a primeira vez em que tratou de política com D. Pedro II foi apenas em 1889.
Ao se ver excluído da máquina decisória e política do estado brasileiro, o conde d'Eu se voltou a outras atividades junto a sua esposa, ao tornarem-se […] patronos constantes de óperas e de concertos, patrocinando-os com o intuito de arrecadar fundos para as instituições sociais e filantrópicas que apoiavam. José Avelino, que viria a participar da primeira constituinte republicana, anos mais tarde após o fim da monarquia diria a respeito de Gaston:

"O que era possível fazer para conquistar o título de Brasileiro ele o fez: regulamentos, projetos de lei para melhor organização do Exército e aperfeiçoamento do seu material de guerra; escolas, bibliotecas, colônias orfanológicas [orfanatos] para a infância desamparada; tudo enfim quanto podia falar à gratidão das massas desprotegidas da sorte ou às diversas classes da sociedade, ele planejou ou executou na maior parte".
Visitou boa parte do país, mais do que qualquer outro membro da família imperial, inclusive a região sul, assim como o nordeste, norte e inclusive o interior de Minas Gerais. Em 1877, por exemplo, visitou a região do Vale do Paraíba, no Rio de Janeiro, mais precisamente na região da Serra do Tinguá, no município de Iguassu, onde foi aberto um caminho("picada") para sua Alteza com auxílio de quarenta roçadores e, foi recebido com grande festa pela população local, tendo sito tocadas músicas por uma banda alemã. Ficou hospedado por vários dias em fazendas locais antes de seguir para Petrópolis. O evento de abertura do caminho e de outros preparativos foi liderado e organizado pelo Barão Guilherme de Mentzingen, que, por curiosidade, séculos mais tarde, uma sobrinha trineta do referido Barão, a Baronesa Bernadete de Mentzingen, casou-se com Melchior Schönborn-Buchheim filho de Isabel de Orleans, sendo ela descendente do Conde d'Eu e de sua esposa, a Princesa Isabel, através do Ramo de Petrópolis. No final do império, empreendeu uma grande viagem ao norte do Brasil, […] que foi um sucesso, demonstrando que a monarquia ainda contava com um apoio considerável no país. Viajando no vapor Alagoas chegou a Manaus em 3 de julho, onde visitou a câmara municipal, várias repartições, quartéis, escolas e assistiu a espetáculo especial no Éden Theatro, tendo depois se hospedado no edifício do Liceu, único considerado apto a receber o Príncipe imperial. Dias depois seguiu viagem pelo rio Solimões, chegando até a fronteira com o Peru, a bordo do vapor Pumari, acompanhado de seu camareiro, o barão de Corumbá, alguns deputados provinciais e  do cientista João Barbosa Rodrigues, enviado para Manaus para instalar o Museu Botânico do Amazonas por iniciativa direta da princesa Isabel. Retornou a Manaus, ficou hospedado no Palácio do Governo e visitou outros colégios e repartições, finalmente regressou ao sul do país no vapor Pumari, em 14 de julho de 1889.
Retornando da Guerra do Paraguai como marechal-de-exército, tornou-se membro de diversas associações estrangeiras e brasileiras. Foi condecorado com a medalha da Rendição de Uruguaiana, de Mérito Militar, da Campanha da África e a grã-cruzes da Saxônia de Ernesto Pio, das ordens portuguesas da Torre e Espada do Valor, Lealdade e Mérito, de Cristo, e de São Bento de Avis, da ordem belga de São Leopoldo, da mexicana da Águia Vermelha e cavaleiro da ordem espanhola de São Fernando.

## A impopularidade do conde d'Eu

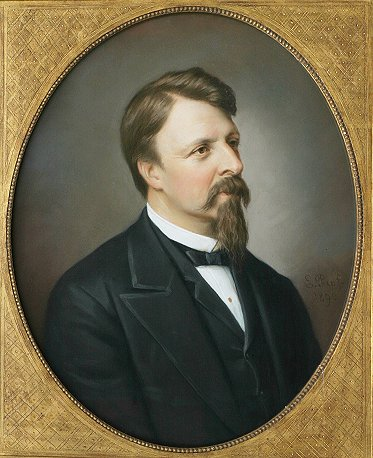
Conde d'Eu, por Karl Ernest Papf, c.1900-1907

Após o fim da Guerra do Paraguai, surgiu o Clube Republicano em 1870. D. Pedro II ainda gozava de grande popularidade, concentrando-se em Gastão e em D. Isabel grande parte da antipatia nutrida pelos republicanos. O "casal era um bode expiatório perfeito, e o Partido Republicano e seus simpatizantes na imprensa não tardaram a culpá-los pelos problemas do Brasil". No entanto, quem mais sofreu foi Gastão, que era repudiado por todos e "sempre foi profundamente impopular. A surdez, que piorou com a idade, tornava-o antipático aos olhos gerais e o sotaque lembrava claramente ao interlocutor que estava tratando com um estrangeiro". A "mentalidade europeia de Gaston o estigmatizava como forasteiro incapaz de se adaptar a cultura da esposa. Os brasileiros o chamavam de 'o francês' e execravam sua participação na condução dos negócios públicos".
Era constantemente atacado pela imprensa republicana, que chegava a ponto de criar calúnias absurdas como acusações de que o conde d'Eu envolvia-se em negociatas e exploração de cortiços no Rio de Janeiro. Não tardou para que as lideranças políticas também o evitassem e mesmo o destratassem publicamente, como ocorreu na solenidade de juramento de sua esposa como regente, onde foi proibido de caminhar ao lado de D. Isabel e preferiu simplesmente ficar em casa. Também passou a ser excluído de cerimônias e de algumas reuniões do próprio conselho de Estado. Temia-se a sua influência natural sobre D. Isabel, por sua condição de esposo, e todos acreditavam sinceramente que seria ele e não ela quem governaria o país após a morte de D. Pedro II. Durante a chamada "Questão Religiosa", em meados da década de 1870, foi acusado duramente pela imprensa de ter sido o "culpado pela anistia aos bispos envolvidos e o acusavam de ser ultramontano", além de que atuaria contra a maçonaria. Sobre as acusações, o conde d'Eu escreveu em carta de 1876:

"Mas não importa, o sinal foi dado, e as diatribes dos jornais, seja por longas tiradas, seja por caricaturas, com uma grosseria e com mentiras que, na minha opinião, envergonhariam qualquer outro país".

"Em toda essa história, não há uma palavra verdadeira; ninguém telegrafou para o imperador; nunca se aventou tomar medidas contra os maçons nas conversas de Isabel com os ministros".
Para Gastão, era "desconfortável a clara noção de que tanto ele quanto a esposa não eram levados em conta nem pelos políticos e nem pelo próprio imperador, como revela sua carta para o pai no final da segunda regência de Isabel":

"Ele [D. Pedro II] não conversou com Isabel ou comigo, nem antes nem depois da regência, sobre política ou os assuntos do Estado. Não nos queixamos disso, pois temos horror à política. Mas não deixa de ser estranho que ele não tenha se informado sobre como se passaram tais e quais coisas durante sua ausência. No dia do seu desembarque, assim que entrou no palácio, foi ter diretamente com os ministros, sem dizer uma palavra à filha".

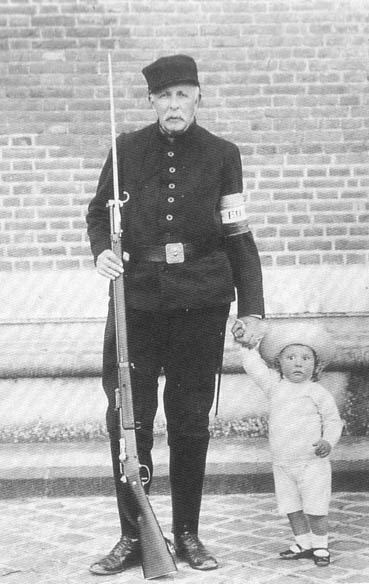
O Conde d'Eu com seu neto, Pedro Gastão, durante a Primeira Guerra Mundial.

O conde d'Eu deixou claro o seu sentimento sobre as acusações que sempre sofria – principalmente nas mãos de Rui Barbosa, que contribuiu para a enorme impopularidade de Gastão no Brasil, particularmente na capital – em carta:

"[Estou] cansado de ser usado aqui como bode expiatório pela imprensa, ostensivamente responsabilizado por tudo, sem, na realidade, ter voz nem influência".
O casal buscava retrair-se sempre que podia, fugindo da vida pública, na tentativa de evitar mais críticas, como Gastão asseverou:

"Se já não se vir à princesa passando diariamente pelas ruas do Rio, ela ficará um pouco esquecida e menor será a tentação de denunciar cada um dos seus atos e decisões à irritação pública."
No entanto, tal afastamento apenas piorava a situação do casal aos olhos do público, que era visto não como uma tentativa de fugir das críticas maldosas e injustas, pelo contrário, firmava a visão geral de antipatia a ambos. Não importava o que conde fazia, pois ele sempre era agredido por todos, como ocorreu em "março de 1889, por ocasião da epidemia de febre amarela em Santos, enviou uma equipe médica para socorrer os doentes, e mesmo assim, era atacado pela imprensa". E apesar "do serviço que prestara no aprimoramento do equipamento do exército, o conde não contava com o apoio nem dos soldados e nem dos oficiais".
A respeito dos últimos anos do Império, o visconde de Taunay relembraria que o conde d´Eu se ocupava com a criação e educação de seus três filhos, ‘parecendo viver só e unicamente para isso’. Ia com eles "aos exercícios de ginástica em Petrópolis, dirigidos pelo Professor Stohl, acompanhando com gestos esquipáticos (extravagantes) e desgraciosos, os movimentos dos filhos". Era visto em seguida pelas ruas da cidade, de casaca e cartola, seguindo um carrinho puxado por carneiros em que iam as três crianças, "o que de certo não concorria para o seu prestígio". Ao afastar-se dos olhos do público e agir como uma pessoa comum, em vez de angariar simpatia por sua simplicidade e humildade, Gaston se tornava alvo de ataques ainda piores.

## Últimos anos

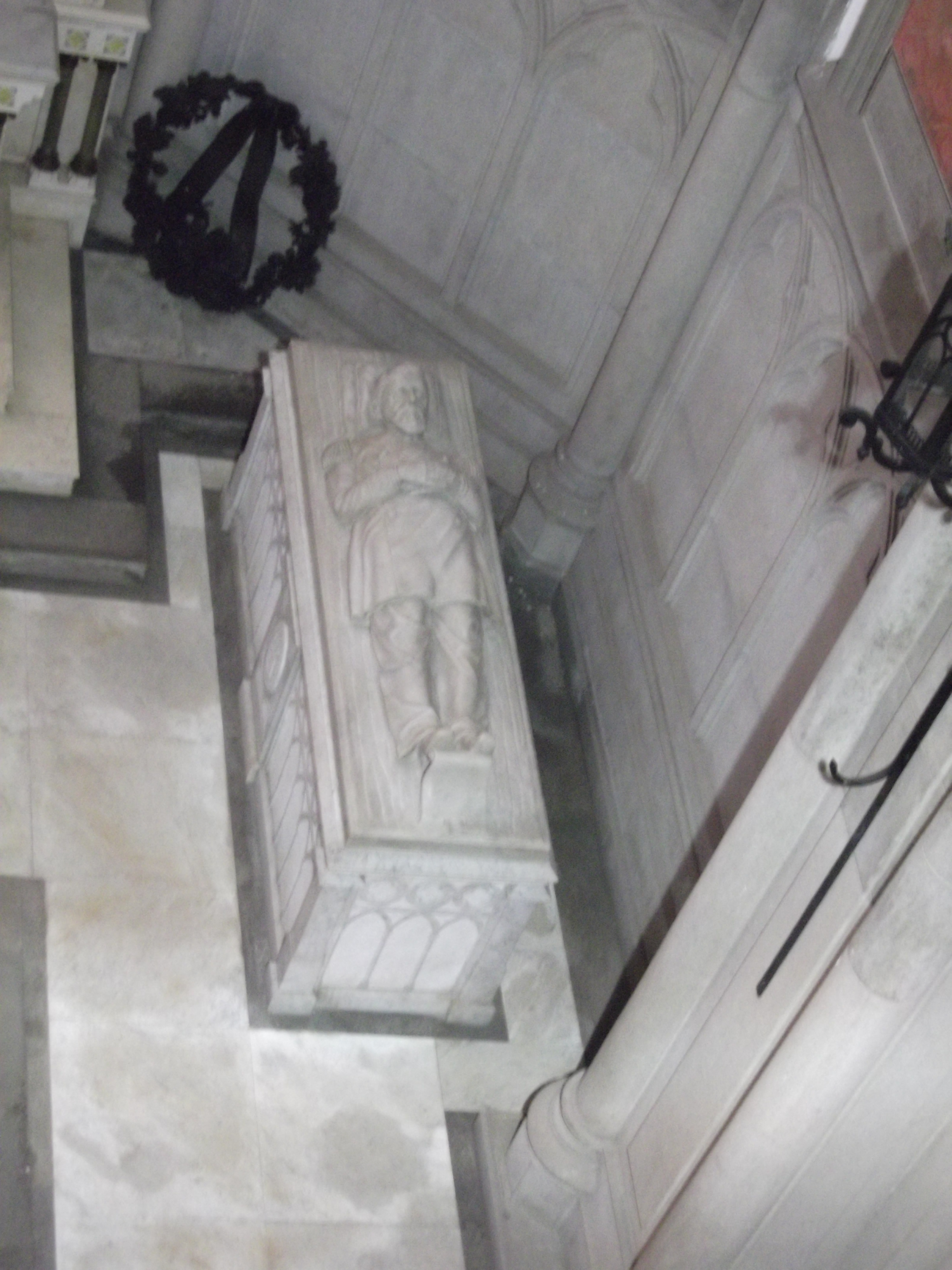
Túmulo do Conde d'Eu no Mausoléu Imperial da Catedral São Pedro de Alcântara, Petrópolis

Quando a República foi proclamada, em 1889, a família imperial brasileira se retirou em exílio para Portugal. O conde d'Eu permaneceu com D. Isabel e seus filhos na Europa.
Já em 1909, na iminência da renúncia de seu filho D. Pedro de Alcântara aos direitos dinásticos para se casar com a condessa Isabel Dobrzensky de Dobrzenicz, Gastão buscou legitimar junto aos orleanistas seus direitos à sucessão do trono francês, criando para si e seus descendentes o título de Príncipe de Orléans e Bragança. Dessa forma, desejava manter para seu varão primogênito a condição de príncipe e garantir aos descendentes deste a possibilidade de se casarem com outros nobres, sem o ser morganaticamente.
Retornou ao Brasil em 1921 para repatriar os restos dos imperadores e que atualmente se encontram no Mausoléu Imperial da Catedral de Petrópolis. O conde d'Eu morreu no ano seguinte, de causas naturais, a bordo do navio Massilia, que mais uma vez o trazia ao Brasil, para a celebração do primeiro centenário da independência do país. Ele e a princesa Isabel também estão sepultados atualmente no Mausoléu Imperial da Catedral de Petrópolis.

## Representações na cultura
Luís Gastão já foi retratado como personagem no cinema e na televisão por:
- Roberto Lee, na novela Memórias de Amor (1979)
- Odilon Wagner, nas minisséries Abolição (1988) e República (1989)
- Lafayette Galvão, na minissérie Chiquinha Gonzaga (1999).
- Marcelo Várzea, no especial O Natal do Menino Imperador (2008).
- Daniel Torres, na novela Nos Tempos do Imperador (2021)

## Descendência

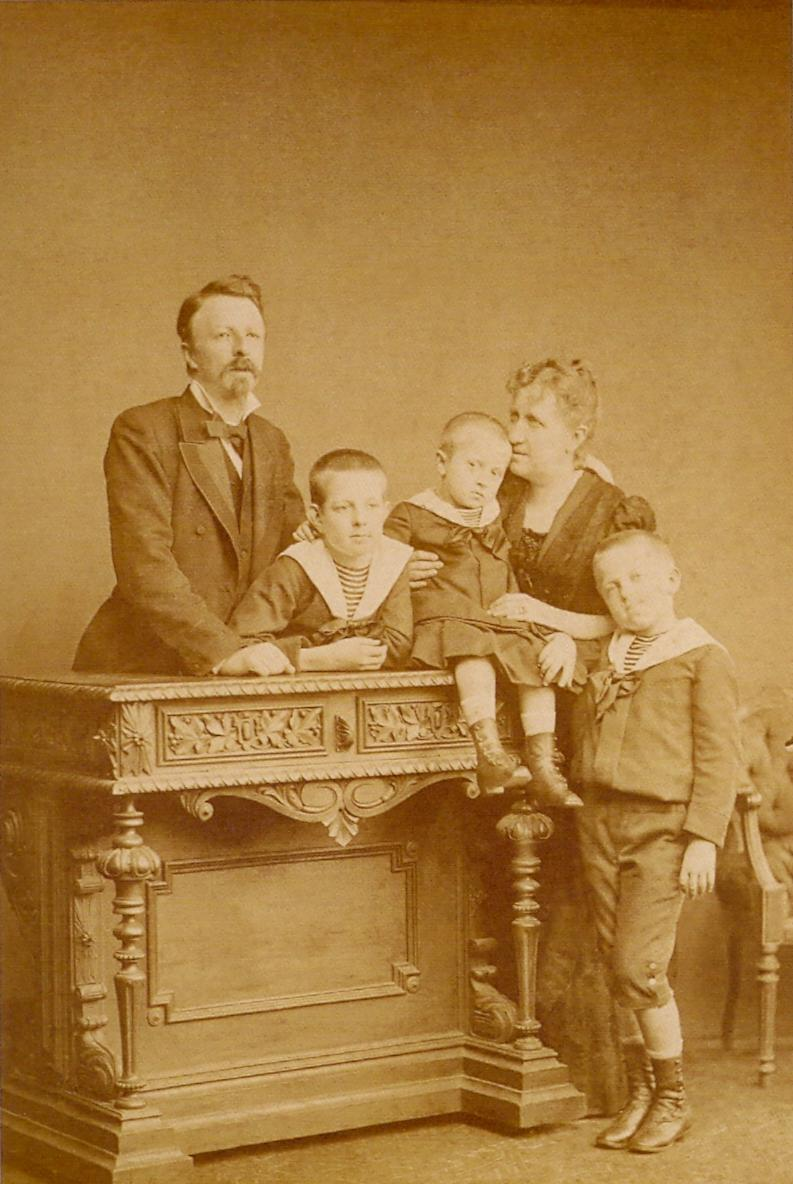
O Conde d'Eu com a princesa Isabel e os filhos

| Imagem | Nome               | Nascimento            | Morte                  | Notas                                                                 |
| ------ | ------------------ | --------------------- | ---------------------- | --------------------------------------------------------------------- |
|        | Luísa Vitória      | 28 de julho de 1874   | 28 de julho de 1874    | Natimorta                                                             |
|        | Pedro de Alcântara | 15 de outubro de 1875 | 29 de janeiro de 1940  | Casou-se com Elisabeth Dobrzensky de Dobrzenicz, com descendência     |
|        | Luís               | 26 de janeiro de 1878 | 26 de março de 1920    | Casou-se com a princesa Maria Pia das Duas Sicílias, com descendência |
|        | Antônio            | 9 de agosto de 1881   | 29 de novembro de 1918 | Não se casou                                                          |

## Títulos e honrarias

### Títulos e estilos

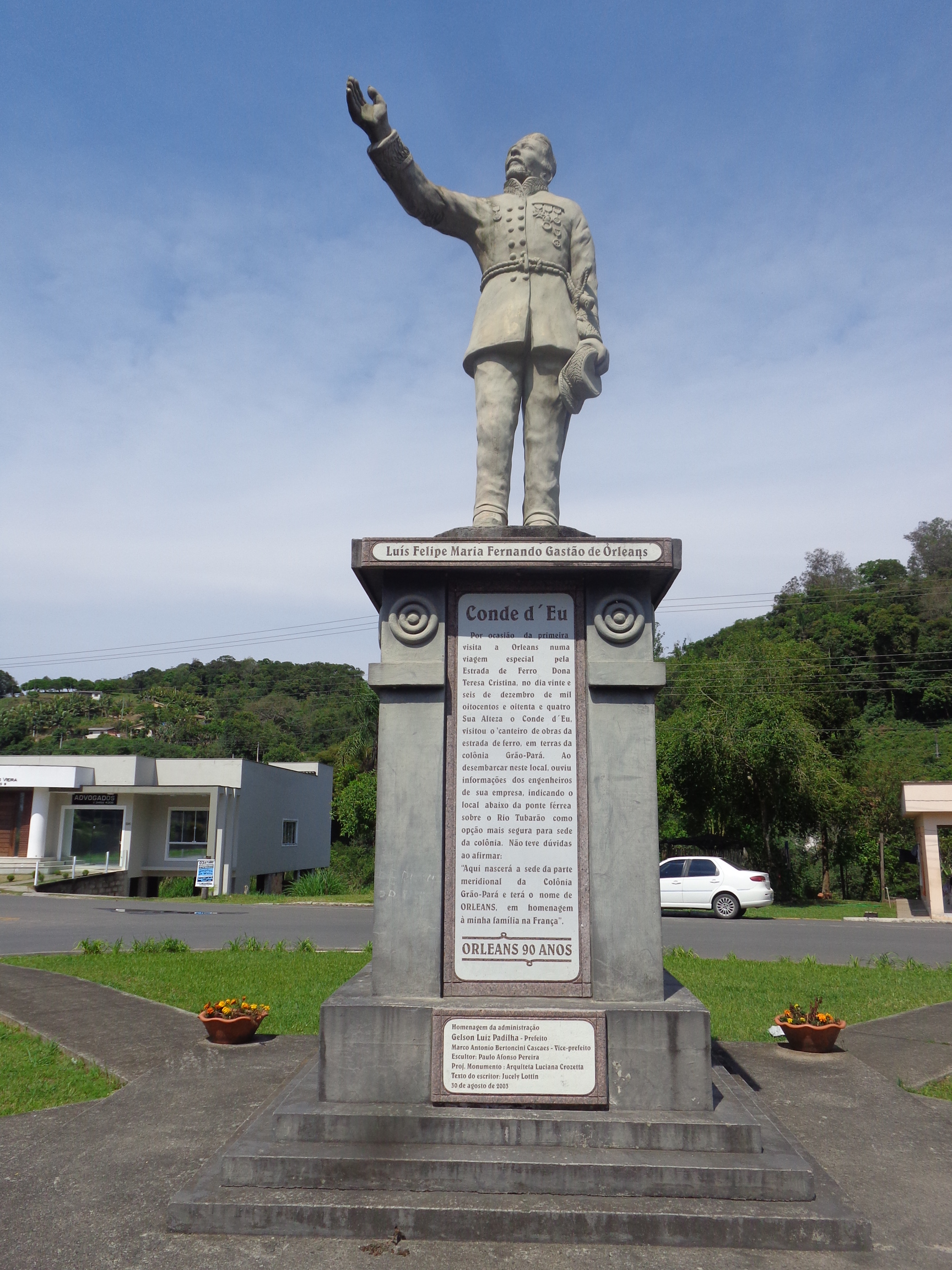
Monumento em homenagem ao Conde d'Eu, Orleans, Santa Catarina

- 28 de abril de 1842 – 15 de outubro de 1864: "Sua Alteza Real o Conde d'Eu"
- 15 de outubro de 1864 – 14 de novembro de 1921: "Sua Alteza Imperial e Real, o Príncipe Imperial Consorte do Brasil"
- 14 de novembro de 1921 – 28 de agosto de 1922: "Sua Alteza Imperial e Real o Príncipe Imperial Viúvo do Brasil"

### Honrarias
Brasileiras:
- Grã-Cruz da Imperial Ordem de Nosso Senhor Jesus Cristo;[17]
- Grã-Cruz da Imperial Ordem de São Bento de Avis;[17]
- Grã-Cruz da Imperial Ordem de Santiago da Espada;[17]
- Grã-Cruz da Imperial Ordem do Cruzeiro;[17][16]
- Grã-Cruz da Imperial Ordem de Pedro I;[17][16]
- Grã-Cruz da Imperial Ordem da Rosa;[17][16][18]

Estrangeiras:
- Grã-Cruz da Ordem de Carlos III, 4 de janeiro de 1860
- Grã-Cruz da Real e Militar Ordem de São Fernando, 6 de fevereiro de 1860
- Grã-Cruz da Ordem Mexicana da Águia Asteca, 10 de março de 1865
- Grã-Cruz da Ordem de Santo Estevão da Hungria, 1865
- Grã-Cruz da Ordem da Casa Ernestina da Saxônia, 1865
- Grande Colar da Ordem de Leopoldo, 3 de fevereiro de 1868
- Cavaleiro da Ordem de Santo Humberto, 1868
- Cavaleiro Grã-Cruz da Legião de Honra, 1879
- Cavaleiro da Ordem do Tosão de Ouro, 1881
- Cavaleiro Grande Cordão da Ordem do Sol Nascente
- Grã-Cruz da Real Ordem de Nosso Senhor Jesus Cristo
- Grã-Cruz da Real Ordem de São Bento de Avis
- Grã-Cruz da Real Ordem Militar da Torre e Espada, do Valor, da Lealdade e do Mérito